# هنریک مجنونیان
هنریک مجنونیان (به ارمنی: Հենրիկ Մաջնունեան) (زاده ۱۹۵۱ – درگذشته ۲۰۲۰) نویسنده، مترجم و فعال محیط زیست ارمنی‌تبار اهل ایران بود. وی مؤلف بیش از ۵۰ جلد کتاب در زمینه محیط زیست است.

## زندگی‌نامه
هنریک مجنونیان در سال ۱۹۵۱ (۱۳۳۰) در ارومیه به دنیا آمد، وی تحصیلات ابتدایی خود را در «دبستان بزرگمهر» و دوره متوسطه را در «دبیرستان فروغی» آن شهرستان به پایان رسانید، سپس وارد «دانشکده منابع طبیعی کرج» شده و پس از اخذ لیسانس در سال (۱۳۵۲) تحصیلات خود را تا سال ۱۹۷۶ (۱۳۵۶) در دوره فوق لیسانس در این دانشکده ادامه داد.
وی به عنوان عضو هیئت علمی و استادیار از سال ۱۹۷۵ (۱۳۵۴) در آموزشکده محیط زیست مشغول به کار بود. در کنار تدریس، به عنوان کارشناس، مدت طولانی در سازمان حفاظت محیط زیست به فعالیت اجرائی پرداخت و در انتخاب و توسعه شبکه مناطق حفاظت شده کشور نقش مؤثری داشت. بسیاری از راهبردها و ابتکارات حفاظت و مدیریت مناطق حفاظت شده و پارکهای ملی کشور در سه دهه گذشته به وسیلهٔ وی ترویج پیدا کرده‌اند.
هنریک مجنونیان در همه سطوح تحصیلی از آموزش و تربیت نیروهای اجرائی محیط زیست گرفته تا سطح عالی دانشگاه‌های دولتی تدریس کرده است. بسیاری از دانشجویان وی به مدارج شغلی و تحصیلی بالایی دست یافته و در حال حاضر از کارشناسان یا مدرسین کار آزموده سازمان‌های اجرائی و مراکز آموزشی کشور به‌شمار می‌روند. وی همچنین در کنار آموزش رسمی در دانشگاه‌ها از طریق نشر وسیع اطلاعات نظری و تجربیات عملی خود در میان قشرها مختلف جامعه به آموزش غیررسمی نیز پرداخته است.
نزدیک به ۱۹۷۸ (۱۳۵۷) کتاب در سطوح مختلف تخصصی–ترویجی به صورت تألیف یا ترجمه از وی چاپ و منتشر شد، نشر این حجم اطلاعات نه تنها در تاریخ سازمان‌های اجرائی بلکه در سطح مراکز آموزش عالی نیز کم سابقه است. کتاب‌های وی در زمینه انتخاب، حفاظت و مدیریت پارکهای ملی و مناطق حفاظت شده و پناهگاه‌های حیات وحش سالیان درازی است که به صورت کتب درسی و کمک درسی در دانشگاه‌های کشور مورد تدریس و استفاده قرار می‌گیرد. تهیه راهبرد حفاظت از تنوع زیستی، نخستین گزارش ملی ایران به کنفرانس ریو و تهیه و تدوین دستور العمل‌های لازم‌الاجرای طرح‌ریزی اکوسیستم‌های خشکی ساحلی و دریایی از دیگر کارهای شناخته شده وی می‌باشد. هنریک مجنونیان جدا از اهل قلم بودن و تدریس در کمیته‌های مختلف تخصصی محیط زیست نیز فعال بوده است.
وی به صورت رسمی فعالیت خود را به عنوان محقق و مشاور در کمیته‌های فنی و علمی نظیر کمیته فنی سازمان محیط زیست در طرح‌های بهره‌برداری پایدار، کمیته توسعه شبکه مناطق حفاظت شده، کمیته تعیین ده درصد حفظ جنگل‌ها، کمیته تخصصی بهسازی پارک ملی گلستان تدوین سیاست‌های گردشگری کمیته صیانت از جنگل‌های شمال کشور، کمیته بررسی طرح‌های مدیریت مناطق تحت حفاظت، برنامه انسان و زیست‌کره تا سال ۲۰۰۶ (۱۳۸۵) ادامه داد و پس از ۳۳ سال فعالیت رسمی به عنوان استادیار، کارشناس و مشاور ارشد در سال ۲۰۰۷ (۱۳۸۶) بازنشسته شده و تا ۲۰۲۰ (مرداد ۱۳۹۹) به عنوان عضو هیئت تحریریه نشریات محیط زیست، ویراستاری، تألیف و ترجمه مقالات و عرضه کتب محیط زیست به فعالیت‌های علمی خود ادامه داد.

## درگذشت
مجنونیان سال‌ها بیماری کلیوی داشت، مجنونیان، سه‌شنبه، ۲۰۲۰ (۱۴ مرداد ۱۳۹۹) در سن ۶۹ سالگی در تهران درگذشت.

## جوایز و تقدیر نامه‌ها
- اخذ لوح تقدیر به عنوان بدعت‌گذار طرح‌های مدیریت مناطق حفاظت شده در عرصه خشکی – ساحلی – دریایی از سال (۱۳۶۵ تا ۱۳۹۰) بر اساس مشارکت تفکر جمعی و همکاری گروهی.
- اخذ لوح تقدیر به خاطر کتاب‌های ترویجی شناسنامه مناطق حفاظت شده (مناطق گنو و حرا) در سال (۱۳۷۷ و ۱۳۷۶)
- اخذ لوح تقدیر به خاطر کتاب پارکداری به عنوان کتاب برگزیده درسی آموزشکده در سال (۱۳۷۷).
- اخذ تقدیرنامه از سوی انجمن ارزیابی محیط زیست ایران به خاطر تلاش‌های بی نظیر، کم سابقه و مستمر در اشاعه دانش محیط زیست در سه دهه اخیر در کشور در سال ۲۰۰۸ (۱۳۸۷).
- کاندیدای جایزه مهرگان برای کتاب‌های سه‌گانه جغرافیای جانوری جهان و ایران در سال ۲۰۰۶ (۱۳۸۵).
- اخذ تقدیرنامه از سوی انجمن کوهنوردان ایران به خاطر ترویج ارزش‌های کوهستان زمینه حفاظت، و پذیرفته شدن در صفوف انجمن به عنوان عضو افتخاری انجمن کوهنوردی ایران در سال ۲۰۱۰ (۱۳۸۹).
- استاد برگزیده سازمان‌های غیردولتی ایران در دو سال متوالی ۱۹۹۹ و ۲۰۰۰ (۱۳۷۸ و ۱۳۷۹) برای فعالیت‌های آموزشی، ترویجی.
- اخذ تقدیرنامه از شورای پژوهش سازمان در دومین همایش دستاوردهای پژوهشی در سال ۱۳۸۳.
- برنده جایزه ملی محیط زیست ایران در سال ۲۰۰۱ (۱۳۸۰) به خاطر ۲۶ سال فعالیت اجرایی، آموزشی، پژوهشی و ترویجی در توسعه مفهوم حفاظت از سرزمین، توسعه شبکه مناطق حفاظت شده، انتقال و نشر وسیع اطلاعات نظری و تجربه عملی در سطح دانشگاه‌ها وسازمان‌های اجرایی، تربیت کادر حفاظت و متخصصین پارک‌ها و مناطق در کشور در تمام طول دوره بعد از انقلاب و تأثیرگذاری عمیق در شکل‌گیری فرهنگ و ادبیات زیست‌محیطی کشور در زمینه حفاظت از طبیعت و منابع زنده (به نقل از بیانیه کمیته جایزه ملی محیط زیست).
- برنده جایزه ملی محیط زیست ایران برای دومین بار در سال ۲۰۰۸ (۱۳۸۷) به خاطر چاپ و نشر کتاب‌های انتخاب و مدیریت مناطق حفاظت شده ساحلی – دریایی و بدعت‌گذاری طرح‌های مدیریت در عرصه خشکی – ساحلی و دریایی در کشور طی ۳۳ سال خدمت رسمی.
- معرفی و انتخاب به عنوان چهره ماندگار سبز ایران در سال ۲۰۱۰ (۱۳۸۹) از سوی سازمان حفاظت محیط زیست ایران به خاطر فعالیت‌های آموزشی-ترویجی گسترده در سطح عام و خاص و اخذ لوح تقدیر.
- دو بار معرفی و کاندیداتوری برای اخذ جایزه سلطان قابوس یونسکو از سوی سازمان حفاظت محیط زیست ایران در سال‌های ۱۹۹۷ و ۲۰۰۹ به خاطر نشر وسیع اطلاعات زیست‌محیطی و چاپ ۵۴ کتاب در ۳۳ سال خدمت رسمی.
- معرفی از سوی سازمان حفاظت محیط زیست ایران، برای اخذ «جایزه کنتون میلر» به اتحادیه جهانی حفاظت در سال ۲۰۰۸ به خاطر نشر دستورالعمل‌های این اتحادیه و تطابق آن با مناطق حفاظت شده ایران.

## کتاب‌ها و مقالات منشر شده

### تالیفات
ناشر تمامی تألیفات وی سازمان حفاظت محیط زیست می‌باشد بجز کتاب‌های مباحثی پیرامون پارک‌ها، فضای سبز و تفرجگاه‌ها که توسط سازمان پارک‌های شهرداری و طبیعت را حفظ کنیم، (منابع زیستی استان هرمزگان) که توسط اداره کل محیط زیست هرمزگان انتشار یافته
| سال       | نام اثر                                                   | توضیحات                                                          |
| --------- | --------------------------------------------------------- | ---------------------------------------------------------------- |
| ۱۹۸۴/۱۳۶۳ | پارک ملی تندوره                                           |                                                                  |
| ۱۹۸۴/۱۳۶۳ | پارک ملی کویر                                             |                                                                  |
| ۱۹۸۵/۱۳۶۴ | تالاب هامون                                               |                                                                  |
| ۱۹۸۸/۱۳۶۷ | منطقه حفاظت شده اشترانکوه                                 |                                                                  |
| ۱۹۹۰/۱۳۶۹ | درختان و محیط زیست                                        |                                                                  |
| ۱۹۹۳/۱۳۷۲ | ذخیره گاه‌های زیست کره                                     |                                                                  |
| ۱۹۹۴/۱۳۷۳ | طرح مدیریت پارک‌های ملی (پارکداری)                         | (کتاب درسی تألیفی برگزیده زیست‌محیطی سال ۱۳۷۷ و اهدای لوح افتخار) |
| ۱۹۹۴/۱۳۷۳ | پارک ملی گلستان                                           |                                                                  |
| ۱۹۷۵/۱۳۷۴ | مباحثی پیرامون پارک‌ها، فضای سبز و تفرجگاه‌ها               |                                                                  |
| ۱۹۷۶/۱۳۷۵ | طبیعت را حفظ کنیم، (منابع زیستی استان هرمزگان)            |                                                                  |
| ۱۹۹۷/۱۳۷۶ | منطقه حفاظت شده گنو                                       | (کتاب برگزیده ترویجی-زیست‌محیطی در سال ۱۳۷۷)                      |
| ۱۹۹۸/۱۳۷۷ | منطقه حفاظت شده حرا                                       | (کتاب برگزیده ترویجی- زیست‌محیطی در سال ۱۳۷۷)                     |
| ۲۰۰۰/۱۳۷۹ | پارک ملی گلستان                                           |                                                                  |
| ۲۰۰۰/۱۳۷۹ | مناطق حفاظت شده شیدور و فارور                             | (بازنگری - در دست چاپ)                                           |
| ۲۰۰۱/۱۳۸۰ | پارک‌های ملی – مناطق حفاظت شده (مبانی و تدابیر حفاظت)      |                                                                  |
| ۲۰۰۲/۱۳۸۱ | دستورالعمل لازم‌الاجرای تهیه طرح‌های مدیریت مناطق تحت حفاظت | سازمان برنامه‌ریزی و مدیریت                                       |
| ۲۰۰۴/۱۳۸۳ | طرح‌ریزی زیست‌محیطی پناهگاه حیات وحش لوندویل                |                                                                  |

### تألیف و ترجمه
ناشر این آثار سازمان حفاظت محیط زیست می‌باشد
| سال       | نام اثر | توضیحات |
| --------- | --- | ------- |
| ۱۹۹۹/۱۳۷۸ | تالاب‌ها: طبقه‌بندی و حفاظت تالاب‌ها                                                                                  |         |
| ۱۹۹۹/۱۳۷۸ | حفاظت رودخانه‌ها |         |
| ۱۹۹۹/۱۳۷۸ | راهبردها و معاهدات حفاظت از طبیعت و منابع زنده جلد دوم: از کنوانسیون تجارت گونه‌های در خطر انقراض تا حفظ تنوع زیستی |         |
| ۱۹۹۹/۱۳۷۸ | زیستگاه‌ها و حیات وحش                                                                                               |         |
| ۱۹۹۹/۱۳۷۸ | راهنمای روش‌های طرح‌ریزی و تهیه طرح مدیریت                                                                           |         |
| ۲۰۰۴/۱۳۸۳ | مناطق حفاظت شده ساحلی- دریایی (ارزش‌ها و کارکردها)                                                                  |         |
| ۲۰۰۵/۱۳۸۴ | جغرافیای جانوری جهان                                                                                               |         |
| ۲۰۰۸/۱۳۸۷ | راهنمای طرح‌ریزی زیست‌محیطی حوضه‌های آبخیز، (فائو)                                                                    |         |

### ترجمه
ناشر این آثار نیز همچنین سازمان حفاظت محیط زیست می‌باشد
| سال       | نام اثر | توضیحات                         |
| --------- | --- | ------------------------------- |
| ۱۹۹۸/۱۳۷۷ | راهنمای آماده‌سازی مناطق حفاظت شده کوهستانی                                                                  |                                 |
| ۱۹۹۸/۱۳۷۷ | راهنمای آماده‌سازی پارک‌های ملی و مناطق حفاظت شده برای توریسم                                                 |                                 |
| ۱۹۹۹/۱۳۷۸ | راهبردها و معاهدات جهانی حفاظت از طبیعت و منابع زنده جلد اول: کنوانسیون رامسر و میراث جهانی                 |                                 |
| ۱۹۹۹/۱۳۷۸ | جغرافیای گیاهی ایران                                                                                        |                                 |
| ۱۹۹۹/۱۳۷۸ | دنیای جانوران برای نوجوانان                                                                                 |                                 |
| ۲۰۰۱/۱۳۸۰ | پارک‌ها برای زندگی (مسائل پارک‌های ملی و مناطق حفاظت شده برای تصمیم گیران و سازمان‌های غیردولتی و غیرحرفه‌ای‌ها) |                                 |
| ۲۰۰۴/۱۳۸۳ | شالوده ژئوبتانیکی ایران                                                                                     | میکائیل زهری                    |
| ۲۰۰۴/۱۳۸۳ | شالوده ژئوبتانیکی خاورمیانه                                                                                 | میکائیل زهری                    |
| ۲۰۰۴/۱۳۸۳ | پارکداری نوین (فائو)                                                                                        |                                 |
| ۲۰۰۵/۱۳۸۴ | راهنمای تهیه سیستم پلان برای مناطق حفاظت شده                                                                |                                 |
| ۲۰۰۵/۱۳۸۴ | راهنمای تهیه طرح مدیریت زون ساحلی بلایز / سامانه اطلاعات جغرافیایی                                          | (آی.یو.سی. ان) دفتر امور دریایی |
| ۲۰۰۵/۱۳۸۴ | استراتژی جهانی حفاظت                                                                                        |                                 |
| ۲۰۰۹/۱۳۸۸ | راهنمای طرح‌ریزی مدیریت مناطق حفاظت شده، ۲۰۰۳، اتحادیه جهانی حفاظت                                           |                                 |
| ۲۰۱۲/۱۳۹۱ | مناطق حفاظت شده ساحلی – دریایی                                                                              | سالم، جان کلارک                 |

### ترجمه و تدوین
- مناطق حفاظت شده و توسعه پایدار ۲۰۰۴ (۱۳۸۳)، سازمان حفاظت محیط زیست
- کاربرد مفاهیم ذخیره گاه‌های زیست کره در مناطق ساحلی- دریایی، (آی.یو.سی. ان) دفتر امور دریایی، ۲۰۰۴ (۱۳۸۳)، سازمان حفاظت محیط زیست
- مناطق حفاظت شده ساحلی-دریایی / فنون مدیریت، (آی.یو.سی. ان) دفتر امور دریایی، ۲۰۰۵ (۱۳۸۴)، سازمان حفاظت محیط زیست
- راهنمای ایجاد مناطق حفاظت شده ساحلی –دریایی (آی.یو.سی. ان) دفتر امور دریایی، ۲۰۰۵ (۱۳۸۴)، سازمان حفاظت محیط زیست
- مدیریت زیست‌محیطی کوهستان، (یونپ)، ۲۰۰۸ (۱۳۸۷)، سازمان حفاظت محیط زیست
- حفاظت و توسعه پایدار مناطق کوهستانی، (آی.یو.سی. ان)، ۲۰۰۸ (۱۳۸۷)، سازمان حفاظت محیط زیست
- جغرافیای جانوری ایران / ماهیان، ۲۰۰۵ (۱۳۸۴)، سازمان حفاظت محیط زیست
- جغرافیای جانوری ایران / دوزیستان، خزندگان، پرندگان، پستانداران، ۲۰۰۵ (۱۳۸۴)، سازمان حفاظت محیط زیست
- دستورالعمل آی.یو.سی. ان در مورد پارک‌های ملی ساحلی – دریایی، ۲۰۰۵ (۱۳۸۴)، سازمان حفاظت محیط زیست
- دستورالعمل‌های بانک جهانی در مورد ارزیابی پیامدهای زیست‌محیطی (پروژه‌های انرژی و صنعت)، ۲۰۰۸ (۱۳۸۷)، سازمان حفاظت محیط زیست